# Dieter Nadolski
Dieter Nadolski (* 3. November 1939 in Rathenow; † 12. Januar 2022) war ein deutscher Verleger.

## Leben
Nadolski wurde 1939 als Sohn einer Arbeiterfamilie geboren. An der Martin-Luther-Universität Halle studierte er ab 1958 die Fächer Chemie und Pädagogik. Dort wurde er 1967 zur Thematik Prinzipien für ein Standardlehrbuch der anorganischen Chemie für die Hand des Chemielehrerstudenten promoviert. Während seiner Promotionszeit war er 1963 bis 1967 als Verlagslektor beim Deutschen Verlag für Grundstoffindustrie tätig. Danach war er bis 1973 Fachgebietsleiter am Institut für Büroorganisation in Leipzig. Am Institut für Verlagswesen und Buchhandel der Karl-Marx-Universität Leipzig war er 1973 bis 1983 als Oberassistent, zuletzt als Direktor beschäftigt. In diese Zeit fällt seine Promotion B zur Thematik Möglichkeiten und Probleme verbesserter Informationsdarstellung in naturwissenschaftlich-technischen Hochschullehrbüchern. Als Nachfolger von Elmar Faber wurde er am 1. Mai 1983 Leiter des international agierenden Verlags Edition Leipzig. Ab 1. April 1987 hatte er an der KMU eine Professur für Theorie und Methodik der Literaturvermittlung inne.
Helmut Rötzsch schlug im Jahr 1988 Nadolski als seinen Nachfolger als Generaldirektor der Deutschen Bücherei vor. Sowohl das Ministerium für das Hoch- und Fachschulwesen als auch das Ministerium für Kultur waren mit der Personalie einverstanden. Im Oktober 1989 wurde Nadolski von der Abteilung Wissenschaft beim  Zentralkomitee der SED bestätigt. Die Entscheidung fiel für eine kulturpolitische Repräsentationsfigur, die auch mit westdeutschen Verlegern vernetzt war. Bei den Mitarbeitern der Deutschen Bücherei stieß Nadolski als Nicht-Bibliothekar jedoch auf deutliche Ablehnung. Zu seiner Berufung kam es aufgrund der politischen Wende nicht mehr.
Nach der politischen Wende verließ Nadolski am 2. März 1991 den Verlag Edition Leipzig, dessen Zukunft zu diesem Zeitpunkt unklar war und worüber mit der Treuhand Verhandlungen liefen. Er gründete den Tauchaer Verlag, dessen Gründungsdatum mit dem 14. Januar 1991 angegeben ist. In diesem verlegte er hauptsächlich regionalgeschichtliche Bücher über Mitteldeutschland, von denen etliche unter dem Reihenmotto „Wahre Geschichten um...“ zusammengefasst sind. Von einem Teil dieser Titel war er selbst Autor. Den Tauchaer Verlag übernahm zum 1. Januar 2021 Ralf C. Müller als Inhaber.
Er war 1990 Gründungsmitglied des Kuratoriums Haus des Buches in Leipzig.
Er lebte in Taucha. Nadolski starb im Januar 2022 im Alter von 82 Jahren.